# Galassia Nana del Cratere II
La Galassia Nana del Cratere 2 è una galassia nana sferoidale (dSph) a bassa luminosità superficiale situata nella costellazione del Cratere alla distanza di circa 380.000 anni luce dalla Terra.
È una galassia satellite della Via Lattea e quindi fa parte del Gruppo Locale.
È stata scoperta nel gennaio 2016 grazie allo studio VST ATLAS utilizzando il VLT Survey Telescope dell'European Southern Observatory in Cile.
Questa galassia ha una forma quasi sferica con un raggio effettivo di 1.100 parsec ed un diametro di 7.000 anni luce. Pertanto, al momento, risulta la quarta in ordine di grandezza tra le galassie satellite della Via Lattea dopo la Grande Nube di Magellano, la Piccola Nube di Magellano e la Galassia Nana Ellittica del Sagittario. È tra le galassie con la più bassa luminosità e questo spiega la difficoltà nel poterla identificare. Le stelle che la compongono hanno un'età di 9-11 miliardi di anni e hanno una bassa metallicità, circa 60 volte inferiore a quella del Sole.
La Galassia Nana del Cratere 2 mostra un chiaro allineamento con altre galassie, tra cui Leo II, Leo IV, Leo V e Laevens 1, disposte in un vasto circolo, condividendo le medesime velocità radiali e distanze. Questi dati fanno suppore che queste galassie abbiamo un'origine comune facendo parte di un gruppo, definibile come Gruppo del Cratere-Leone, attratto dalla Via Lattea.